# Canal Larsen
Pour les articles homonymes, voir Larsen.

Le canal Larsen  est un détroit de 1,5 à 5 kilomètres de large entre l'île d'Urville et  l'île Joinville, au large de l'extrémité de la péninsule Antarctique. 
Le canal Larsen a été découvert en 1902 par l'expédition suédoise en antarctique dirigée par Otto Nordenskjöld et nommée ainsi en l'honneur du capitaine Carl Anton Larsen du bateau de l'expédition Antarctica.